# NGC 7297
NGC 7297 (również PGC 69046) – galaktyka spiralna (Sbc), znajdująca się w gwiazdozbiorze Żurawia. Odkrył ją John Herschel 1 września 1834 roku.